# バーニーズ・ハウンド
バーニーズ・ハウンド（英: Bernese Hound）は、スイスのベルン州原産のセントハウンド犬種である。スイス・ハウンドの1つに含まれる。ドイツ語ではベルナー・ラウフフント（独: Berner Laufhund）という。

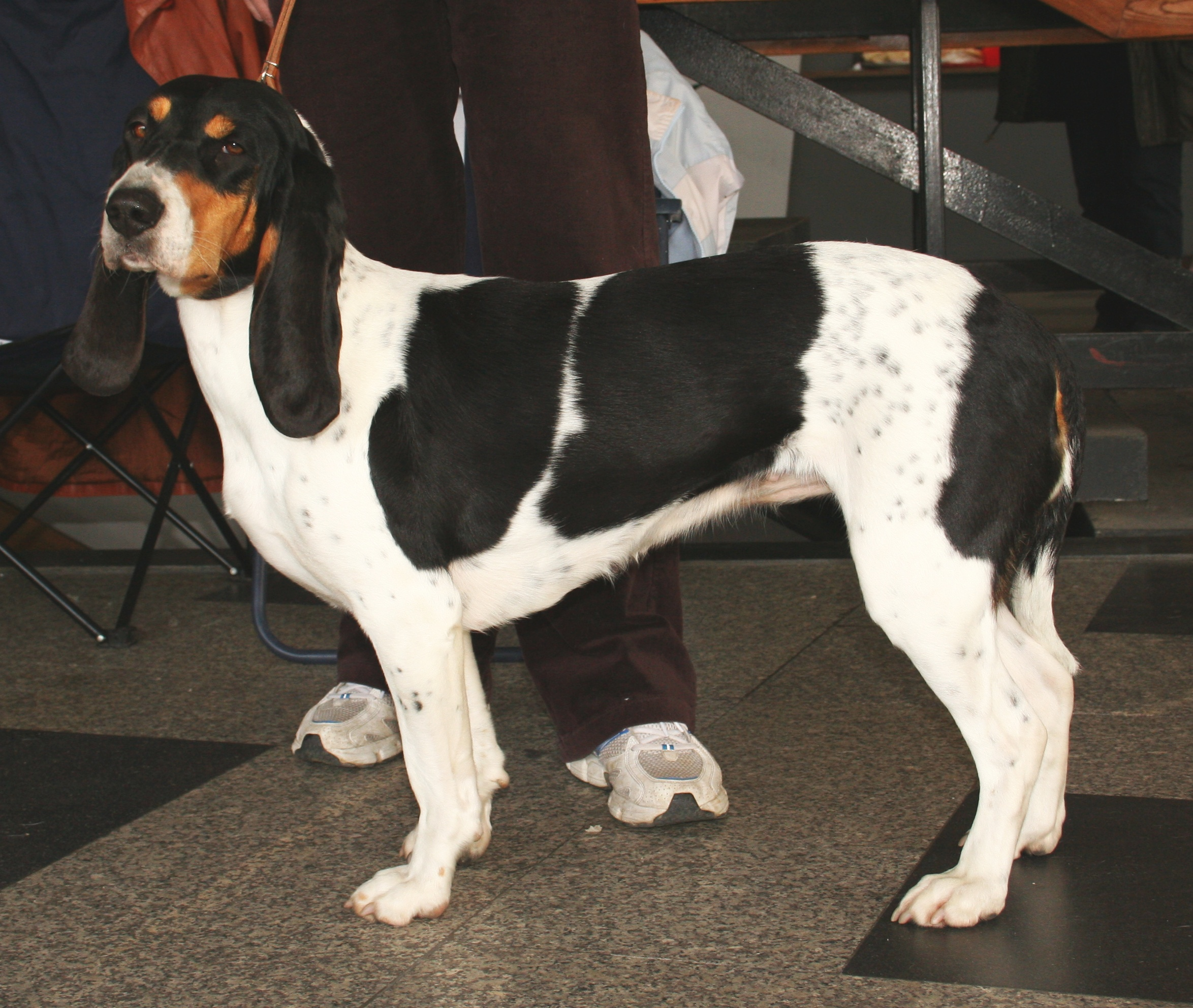
バーニーズ・ハウンド

## 歴史
スイス・ハウンドの中では最も名が知られたものである。11世紀に作られたチューリッヒ大聖堂には本種の姿を模った美術品が存在し、ローマ時代の作のモザイク画にも本種らしき犬の姿が描かれている。
主にノロジカを狩るのに用いられるが、獲物の減少に伴ってノウサギ狩りに使われるものも多い。獲物の臭いを追跡し、発見するとどこまでも追いかけて体力を奪い、仕留める。
今日は原産国のスイスでもかなり希少な存在になっており、まずその姿を簡単に見ることはできない。大半の犬は実用犬かショードッグとして飼育され、ペットとして飼われているものは数少ない。原産地以外ではほとんど飼育されていない。

## 特徴
バーニーズ・ハウンドの毛色はホワイトをベースとし、ブラックとタンのマーキングが入ったものである。コートは滑らかな短毛。筋肉質の引き締まった体つきで、脚や胴、マズルや尾が長い。マズルの先は尖っている。首は均等が取れているが丈夫である。耳はやや長めの垂れ耳、尾は飾り毛のない先細りの垂れ尾。胸は深い。体高46〜58cm、体重15〜20kgの大型犬で、性格は忠実で従順、狩猟本能が高い。しつけの飲み込みや状況判断力、友好性は普通である。スタミナが多く、運動量は莫大である。尚、吠え声はよく響くので、集合住宅での飼育にはあまりむいていない。